# Branitzer Siedlung

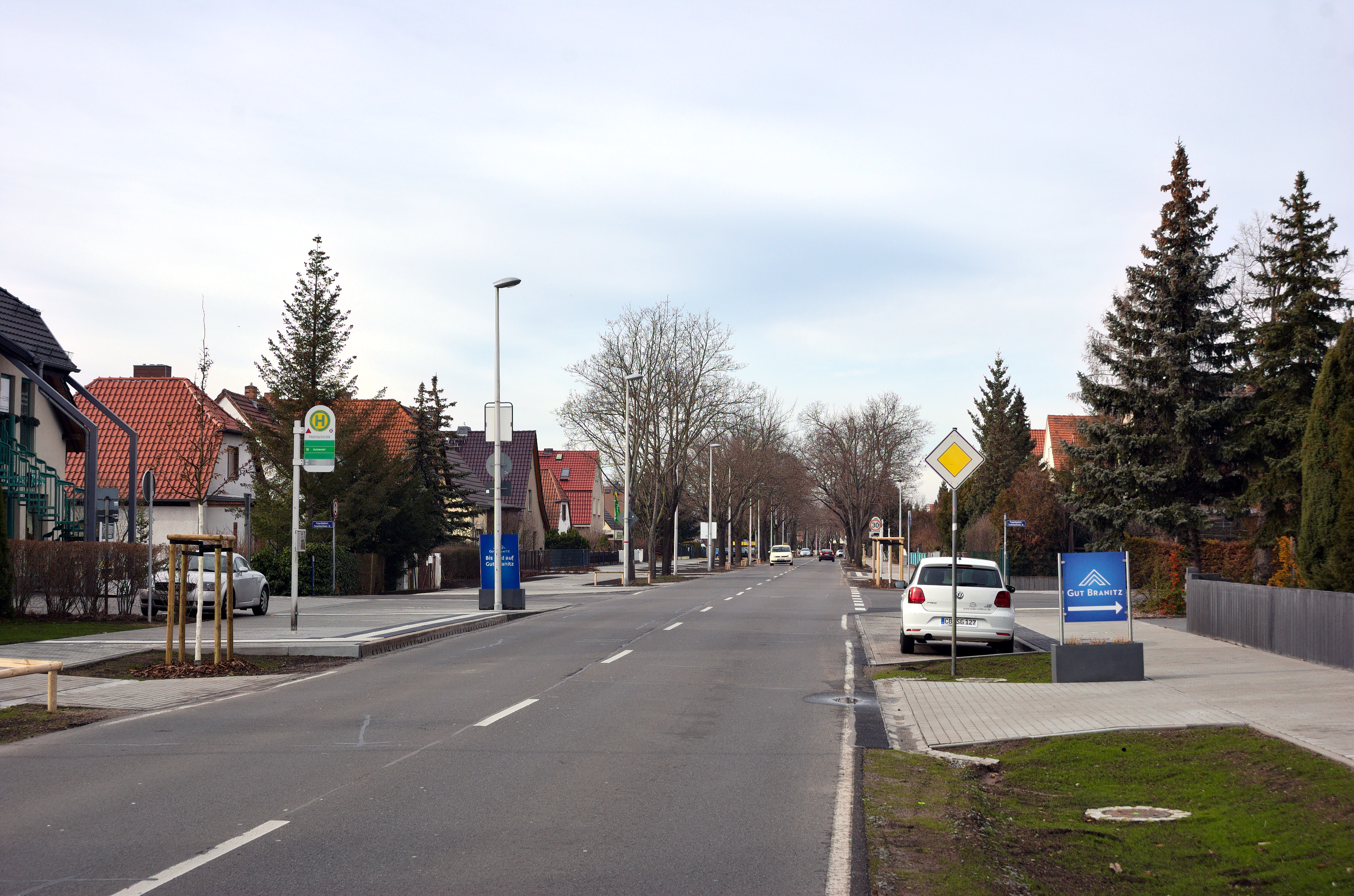
Forster Straße (L 49) in Branitzer Siedlung

Branitzer Siedlung, niedersorbisch Rogeńske Sedlišćo, ist ein zum Ortsteil Sandow gehörender Wohnplatz der kreisfreien Stadt Cottbus im Südosten von Brandenburg. Die Postleitzahl lautet 03042, die Telefonvorwahl ist 0355.

## Lage
Die Branitzer Siedlung liegt in der Niederlausitz im südöstlichen Teil der Sandower Gemarkung, rund drei Kilometer südöstlich der Cottbuser Stadtmitte. Sonstige umliegende Orte und Wohnplätze sind Heidesiedlung im Norden, Dissenchen im Nordosten, Haasow im Südosten, Branitz Nord und Branitz im Süden, Madlow im Südwesten und die Spremberger Vorstadt im Westen. Die Branitzer Siedlung zählt zum amtlichen Siedlungsgebiet der Sorben/Wenden. Der Ort liegt auf einer Höhe von 74 m ü. NHN.
Südlich von der Branitzer Siedlung befinden sich der Branitzer Park mit dem Schloss Branitz sowie der Tierpark Cottbus. Durch den Ort führt die Landesstraße 49 (ehemals B115) zwischen Lübben und Bademeusel, nordwestlich der Branitzer Siedlung liegt die Bundesstraße 169. Des Weiteren wird der Ort im Norden durch die Bahnstrecke Cottbus–Forst (Lausitz) begrenzt.

## Geschichte
Die Branitzer Siedlung entstand erst im 20. Jahrhundert als Kolonistensiedlung innerhalb des damals bereits zur Stadt Cottbus gehörenden Stadtteils Sandow. In Anlehnung an den angrenzenden Branitzer Park erhielt der neue Ort seinen Namen. Gegen Ende des Zweiten Weltkrieges wurde die Branitzer Siedlung am 15. Februar 1945 durch einen Bombenangriff der United States Air Force zerstört. Nach Kriegsende kam die Branitzer Siedlung in die Sowjetische Besatzungszone und lag dort ab 1947 im Land Brandenburg. Ab 1949 gehörte der Ort zur DDR. Am 1. Juli 1950 verlor die Stadt Cottbus ihre Kreisfreiheit und wurde dem Landkreis Cottbus angegliedert.

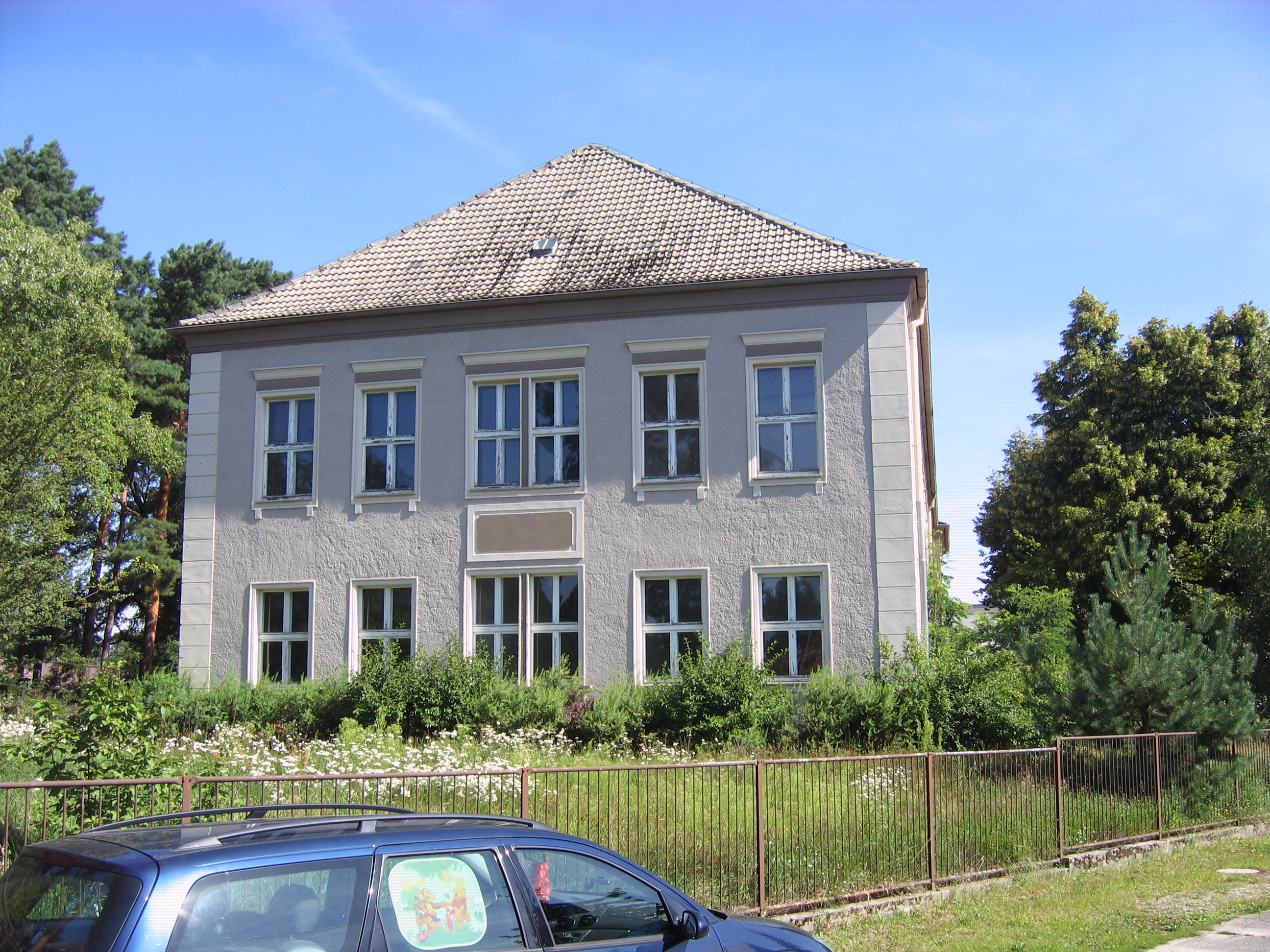
Gebäude der Bezirksparteischule M. Kalinin in Branitzer Siedlung

Ab 1951 war in mehreren in vierzehn Jahre zuvor errichteten Gebäuden in der Heinrich-Zille-Straße die Bezirksparteischule Michail Iwanowitsch Kalinin der SED-Bezirksleitung Cottbus untergebracht. Diese umfasste drei langgestreckte Schulungsgebäude, zwei kleinere Schulgebäude und zwei Lehrerwohnungen. Die Bezirksparteischule zählte bis zu ihrer Schließung im Jahr 1990 zu den wichtigsten Bildungseinrichtungen der Stadt Cottbus. Bei der Kreisreform in der DDR am 25. Juli 1952 wurde die Stadt Cottbus mit ihren Stadtteilen dem neu zugeschnittenen Kreis Cottbus zugeordnet, kurz darauf wurde auch das Land Brandenburg aufgelöst und die Branitzer Siedlung Teil des Bezirks Cottbus. Seit 1954 ist Cottbus wieder eine kreisfreie Stadt.
Seit der Wiedervereinigung gehört die Branitzer Siedlung wieder zu Brandenburg. In den Gebäuden der Bezirksparteischule war seit 1991 ein Hotel untergebracht, das später von Best Western als „Parkhotel Branitz und Spa“ betrieben und 2010 geschlossen wurde. Die Gebäude stehen heute unter Denkmalschutz.